# ぼくつ
玉止め、玉結びのこと。
玉止め、玉結びは、縫い始めや縫い終わりの糸がほどけないように糸の端を結んで玉状にすることを指す。
愛知県内の一部地域で使用される言葉。
現在では使用している人口が減っており、主に40代以上の女性が使用するケースが散見される。